# Величковський Іван Іванович
Іван Іванович Величковський (бл. 1691, м. Чернігів — 13.01.1730, м. Полтава) — полтавський протопоп. Син українського письменника, поета, перекладача, священника — Івана Величковського. Батько православного подвижника Паїсія Величковського.

## Життєпис
Народився у Чернігові близько 1691 року. Батько — Іван Величковський, матір - Марія Лукична, донька полтавського протопопа Луки Семеоновича. Був одружений з дочкою заможного купця Григорія Магденка (Манденка) — Іриною Григорівною. Діти: Іван (бл. 1710 — 13.07.1735), Василь (? — 17.01.1725), Петро (у чернецтві Паїсій) (21 січня 1722 (1 січня 1723) — 15 (26) листопада 1794), Федір (18.05.1725 — 5.03.1732).
Після смерті батька зайняв його посаду пресвітера полтавської соборної Успенської церкви та дослужився до сану полтавського протопопа. Помер 13 січня 1730 року у Полтаві.